# Chalon-sur-Saône
Chalon-sur-Saône é uma comuna francesa na região administrativa da Borgonha-Franco-Condado, no departamento de Saône-et-Loire. Estende-se por uma área de 15.22 km². Em 2010 a comuna tinha 46 316 habitantes (densidade: 3 043,1 hab./km²).